# Хьюз, Том
Том Хьюз (англ. Tom Hughes, род. 18 апреля 1985, Честер, Чешир) — английский актёр.

## Ранняя жизнь и образование
Хьюз родился в Честере, графство Чешир. У него есть старший брат. Он учился в местной школе и посещал Молодёжную театральную группу Ливерпуля и состоял в Молодёжном театре Чешира. В 2008 году он окончил Королевскую академию драматического искусства, получив степень бакалавра искусств в актёрском мастерстве. Хьюз также был гитаристом в инди группе Quaintways.

## Карьера
В 2009 году Хьюз снялся в сериале BBC series «Королевская больница» и сериале ITV «Троица». В 2010 году он появился в байопике «Секс, наркотики и рок-н-ролл» в роли Чеза Джанкела, члена группы Иэна Дьюри. За эту роль Хьюз был номинирован на Премия британского независимого кино в номинации «Самый многообещающий дебют». В том же году он исполнил главную роль в фильме «Городок Семетри». Он также появился в постановке пьесы Дэвида Харроуэра Sweet Nothings режиссёра Люка Бонди в театре Янг-Вик. В 2011 году он появился в юридической драме BBC «Шёлк», а также в триллере BBC «Страница 8» с Рэйфом Файнсом и Рэйчел Вайс.
В 2014 году Хьюз сыграл Джо Ламбли в телесериале BBC про холодную войну «Игра». С 2016 по 2019 год играл роль принца Альберта в исторической драме ITV «Виктория».
В 2019 году он снялся в фильме Код «Красный». В 2019 году было объявлено, что Хьюз сыграет роль Кристофера Марлоу во втором сезоне сериала «Открытие ведьм».

## Личная жизнь
C 2016 по 2020 год состоял в отношениях с актрисой Дженной Коулман.

## Фильмография
| Год       |     | Русское название                    | Оригинальное название        | Роль                    |
| --------- | --- | ----------------------------------- | ---------------------------- | ----------------------- |
| 2009      | кор |                                     | Tortoise                     | Чарли                   |
| 2009      | кор |                                     | Storage                      | Джейсон                 |
| 2009      | с   | Королевская больница                | Casualty 1909                | доктор Гарри Инграмс    |
| 2009      | с   | Троица                              | Trinity                      | Джонти Миллингтон       |
| 2010      | ф   | Секс, наркотики и рок-н-ролл        | Sex & Drugs & Rock & Roll    | Чез Джанкел             |
| 2010      | ф   | Городок Семетри                     | Cemetery Junction            | Брюс Пирсон             |
| 2011      | тф  | Страница 8                          | Page Eight                   | Ральф Уилсон            |
| 2011      | с   | Шёлк                                | Silk                         | Ник Слейд               |
| 2012      | тф  | Ричард II                           | Richard II                   | герцог Омаль            |
| 2013      | тф  | Леди исчезает                       | The Lady Vanishes            | Макс                    |
| 2013      | ф   | Бойфренд из будущего                | About Time                   | Джимми Кинкейд          |
| 2013      | ф   | Восемь минут лени                   | 8 Minutes Idle               | Дэн Томас               |
| 2013      | с   | Танцы на грани                      | Dancing on the Edge          | Джулиан                 |
| 2013      | с   | Мисс Марпл Агаты Кристи             | Agatha Christie’s Marple     | Майкл Роджерс           |
| 2013      | кор |                                     | Columbite Tantalite          | Марк                    |
| 2014      | ф   | Я солдат                            | I Am Soldier                 | сержант Микки Томлинсон |
| 2014      | с   | Дерек                               | Derek                        | Энди                    |
| 2014      | с   | Игра                                | The Game                     | Джо Ламби               |
| 2015      | ф   | Смелость быть диким                 | Dare to Be Wild              | Кристи Коллард          |
| 2015      | ф   | Инцидент                            | The Incident                 | Джо                     |
| 2016      | с   | Правдоподобные истории Нила Геймана | Neil Gaiman’s Likely Stories | Эдди Барроу             |
| 2016      | ф   | Лондон-Таун                         | London Town                  | Джонни                  |
| 2016      | ф   | Проект Лазарь                       | Realive                      | Марк Джарвис            |
| 2016—2019 | с   | Виктория                            | Victoria                     | принц Альберт           |
| 2017      | ф   | Мадам                               | Madame                       | Стивен Фредерик         |
| 2017      | с   | Паула                               | Paula                        | Джеймс Моркрофт         |
| 2018      | ф   | Код «Красный»                       | Red Joan                     | Лев Галич               |
| 2021      | с   | Открытие ведьм                      | A Discovery of Witches       | Кит Марло               |
| 2021      | ф   | Бесконечность                       | Infinite                     | Абель                   |
| 2021      | ф   | Остров призраков                    | Shepherd                     | Эрик Блэк               |
| 2021      | ф   | Лауреат                             | The Laureate                 | Роберт Грейвс           |
| 2022      | с   | Англичанка                          | The English                  | Томас Траффорд          |
| 2024      | с   | Франклин                            | Franklin                     | Пол Вентворт            |
| 2024      | с   | Обречённые на славу                 | Those About to Die           | Тит                     |